# 임팩트 투자
임팩트 투자( - 投資, 영어: impact investing)는 재무 수익과 함께 예측 가능한 사회 또는 환경문제들을 해결하는 것을 목적으로 하는 기업, 단체, 그리고 펀드들에 대한 투자이다.
임팩트 투자는 시장 환경에 따라 신흥 시장 그리고 선진 시장에 투자될 수 있다. 임팩트 투자의 뿌리는 사회 문제 또는 환경 문제를 개선하기 위한 것으로 마이크로파이낸스와는 대조되어 왔다. 임팩트 투자자는 긍정적인 영향을 창출하는 기업, 비영리 단체 및 펀드를 찾아 적극적으로 투자하려고 노력한다. 임팩트 투자는 다양한 자산 클레스 전반에 걸쳐 일어난다. 예를 들면 사모 펀드/번처 캐피털, 부채 및 고정 수입 등이 있다.

## 배경
역사적으로, 임팩트 투자 또는 자선은 기업활동 간의 부정적인 사회 결과를 최소화하기 위한 시도이었다. 기업 가치를 표현하기 위해 개인 투자자들은 사회적 책임 투자를 이용하였으며, 그러한 투자 행동은 일반적으로 특정 회사 또는 활동의 부정적인 영향을 회피하기 위해 사용되어 왔다. 1990년대 제드 에머슨은 통합 가치 접근법을 주장하였다. 그것은 일반 재단의 기부금을 사명을 가진 재단에 투자하는 것으로, 이전의 재무상 이익을 최대한으로 하는 기부 방식과는 다른 전략이었다
동시에 기업 내부와 외부의 비재무 적 효과를 측정하기 위해 오염 방지, 기업의 사회적 책임 및 3중 핵심(기업 이익, 환경 지속성, 사회적 책임)과 같은 접근법이 시작되었다. 2000년 NYU Stern School of Business의 Baruch Lev는 자신의 저서 '무형자산'에서 무형 자산에 대한 사고를 정리하여 기업의 비재무 적 영향에 대해 분석하였다.
드디어, 2007년경에 "임팩트 투자"라는 용어가 등장였다. 그 용어의 의미는 유형자산과 의도적으로 무형자산을 만드는 접근 방식이다. 재정 성과에 적용되는 것과 동일한 엄격함으로 사회적 및 환경적 성과를 측정하기 위한 노력이 임팩트 투자의 핵심 요소이며 가장 중요한 핵심이다.

### 산업
임팩트 투자에 종사하는 펀드의 수는 5년 동안 빠르게 증가했으며 2009년 Monitor Group의 조사에 따르면 향후 10년 간 임팩트 투자 산업은 500억 달러 규모의 자산에서 5000억 달러 규모의 자산으로 산업으로 성장할 수 있다고 예측하였다. 그러한 자본은 자산, 부채, 운전 자본 신용 한도 및 대출 보증을 포함하여 다양한 형태가 될 수 있다. 최근 수십 년 동안의 사례로 소액 금융, 지역 사회 개발 금융 및 청정 기술에 대한 많은 투자가 포함됩니다. 임팩트 투자의 성장은 부분적으로 전통적 자선과 국제 개발 활동의 비지속성과 기부자들의 개인적 목표에 대한 비판에 기인한다.
영국의 Commonwealth Development Corporation 와 노르웨이 Norfund 와 같은 다수의 성장대출법인들(development finance institutions) 은 그들의 자산 포트폴리오에 사회 및 환경적으로 이로운 투자를 포함하기 때문에 임팩트 투자자라고 고려할 수 있다.
임팩트 투자는 인디고고(Indiegogo) 또는 킥스타터(Kickstarter) 같은 크라우드펀딩 사이트와는 구별되어 왔다. 크라우드펀딩과 구별된 이유는 임팩트 투자는 보통 $1,000 달러 이상의 부채 또는 자산 투자로 전통적인 벤처캐피털 보다 지불 기일이 장기적이며 그리고 출구전략, 즉 exit strategy (전통적으로 기업공개(IPO) 또는 스타트업 기업인수) 이 존재하지 않기 때문이다. 임팩트 투자는 보통 이익 창출과 사회 및 친환경적 미션을 목적으로 하는 사업이지만 일부 사회적 기업들은 비영리 단체로 활동하기도 한다.
임팩트 투자 자산을 받는 단체들은 합법적으로 이익 목적(for-profit), 비영리 목적(not-for-profit), 사회적 기업(B Corporation), 낮은 이익의 유한 책임 회사(Low-profit Limited Liability Company), 공동체 이익회사(Community Interest Company) 등으로 설립될 수 있다.

## 임팩트 투자 기관

### 기관 투자자
임팩트 투자는 다양한 자산 유형과 투자금액으로 이루어진다. 가장 잘 알려진 방법은 개인 자본(private equity) 또는 벤처캐피탈이다. "사회적 밴처캐피탈" 및 "장기자본(Patient capital)" 임팩트 투자는 다른 벤처캐피탈과 비슷한 구조로 되어 있다. 투자자는 멘토링 및 회사의 성장에 활동적인 역할을 할 수 있으며, 일반 벤처캐피탈 회사가 초기 단계의 회사를 돕는 것과 비슷하다. 헤지 펀드와 사모 펀드 역시 임팩트 투자 전략을 추구할 수 있다.
임팩트 투자 "엑셀러레이터"는  초기 그리고 성장 단계의 사회적 기업들을 위해 존재한다. 기존의 스타트업 엑셀러레이터와 비슷하게, 임팩트 투자 엑셀러레이터는 시리즈 A 자금(Series A financings) 보다 소량의 자본 혹은 더 큰 임팩트 투자 기회를 제공한다. 대부분의 임팩트 투자 엑셀러레이터는 비영리 단체로 운영되며 기부자들의 모금을 받아 단체를 운영한다. 그러나, 상업적 투자를 하는 엑셀러레이터와 자금을 투자 받도록 도와주는 자문 서비스 단체 또한 증가하고 있는 추세이다.
대기업 또한 임팩트 투자의 강력한 매커니즘으로 부상하고 있다. 새로운 제품 또는 서비스를 개발함으로 가치공유를 창조하려 하는 회사들은 그들의 가치사슬(value chain), 특히 공급 과정(supply chain)을 통해 임팩트 투자를 사용하기 시작하고 있다.

### 재단 선교 투자
선교 투자는 재단 및 기타 선교를 기초로 하는 조직이 자선 사업 목표를 달성 하기 위한 투자이다. 선교 투자는 측정 가능한 사회적 및 환경적 이익과 재정적 수익을 창출하기 위해 고안된 투자 유형을 포함한다.
- 프로그램 관련 투자 (PRIs) 또는 기타 사업 시행자 (시장보다 낮은 이자율) 투자는 주로 재무적 목표보다는 프로그램적 목표를 달성하기 위해 만들어진다. 이 범주에는 보조금 지원, 주식, 후순위 대출, 선순위 대출(senior loan), 시장 이하 현금 예금(below-market cash deposits) 그리고 대출담보가 포함된다. 개인 재단의 경우 PRI는 연간 5 퍼센트의 연간 지급금으로 계산된다.
- 시장성 투자 (MRI)는 비슷한 유형의 일반적인 투자와 비교할 때 비슷한 시장 투자 수익을 창출 할 것으로 예상된다. 임팩트 투자는 재단의 장기적인 재무 안전성과 성장에 기여하는 동시에 긍정적 영향을 미칠 수 있도록 설계되어 있다. 이 범주에는 시장 금리, 고정 수입 (채권), 사모 주식 및 공개 지분 (주식)이 포함된다.

## 개인 임팩트 투자
임팩트 투자는 역사적으로 기관 투자자를 겨냥한 메커니즘으로 이루어져 있다. 하지만 개인 역시 벤처 기업 초기 단계 또는 성장 자금을 제공하는 데 참여할 수 있는 방법이 있다.

### 거래소 펀드
스테이트 스트리트(State Street)의 SPDR Gender Diversity ETF (뉴욕 증권 거래소 : SHE)와 같은 거래소 펀드는 상장되어있으므로 주식 중개 계좌를 가진 사람이라면 누구나 이용할 수 있다. Morgan Stanley Capital International는 인기있는 저탄소 및 지속 가능성 지수를 포함한 11 개의 환경, 사회 및 거버넌스 지수 ETF를 제공한다.

### 신디케이트 또는 공동 투자
영향에 초점을 둔 천사 투자자 그룹이 존재하는 반면 신디케이트 투자를 하는 개인 또한 존재한다. 그 예로 미국 투자자 협회(Investors' Circle), 영국의 사회 천사(Social Angels), 유럽의 Toniic 등이 있다.

### 디지털 마이크로 파이낸스 플랫폼
저비용 투자 서비스를 제공하는 웹 기반 투자 플랫폼 또한 존재 한다. 소규모 거래의 경우 주식 거래가 매우 비쌀 수 있으므로 주식 투자보다는 소액 금육 대출이 이러한 플랫폼에서 널리 이용된다. 2006년에 설립된 MyC4는 개인 투자자가 아프리카 중소기업에 있는 현지 중개인을 통해 대출을 할 수 있게 도와준다. Microplace는 미국의 초기 마이크로파이낸스 서비스 제공 업체로 2014년 서비스 제공 결과가 "우리가 달성하고자 하는 광범위한 사회적 영향에 비례하지 않는다."라는 말과 함께 새로운 대출을 중단 하기도 하였다.

## 한국 임팩트 투자

### 임팩트 투자 재단
| 이름                                              | 설립일자 | 주요경영진                        | 투자금액 (1회 투자, 연간 투자, 누적투자, 펀드 금액, 프로그램) | 투자금액 (1회 투자, 연간 투자, 누적투자, 펀드 금액, 프로그램) | 투자대상         | 집중투자분야             | 투자기업분야                                                       | 투자결정 소요기간                           | 연차보고서 (url)                                                  |
| ------------------------------------------------- | -------- | --------------------------------- | ------------------------------------------------------------- | --- | ---------------- | ------------------------ | ------------------------------------------------------------------ | ------------------------------------------- | ----------------------------------------------------------------- |
| 아산나눔재단                                      | 2011     | 명예 이사장: 정몽준               | 2015년 투자 금액                                              | 청년 역량강화 및 창업지원 = 32억 | 취약 계층, 청년  | 기업가 정신 교육         | 청년창업 지원 & 취약계층지원사업(교육, 멘토링, 엔젤투자, 네트워킹) | 정주영 창업경진대회 = 6개월                 | 아산나눔재단 연차보고서 2015                                      |
| 아산나눔재단                                      | 2011     | 이사장 : 이경숙                   | 2015년 투자 금액                                              | 취약계층에 대한 지원 = 74억 | 취약 계층, 청년  | 기업가 정신 교육         | 청년창업 지원 & 취약계층지원사업(교육, 멘토링, 엔젤투자, 네트워킹) | 정주영 창업경진대회 = 6개월                 | 아산나눔재단 연차보고서 2015                                      |
| 세상행복나눔 재단 보관됨 2017-03-30 - 웨이백 머신 | 2006     | 이사장: 최기원                    | 3개 펀드출자 + 18개 기업 투자 누적금액                        | 기업 성장 지원 및 투자 = 58.5억 | 사회혁신가, 청년 | Social Innovator 양성    | 일자리 창출, 농촌, 교육, 문화/예술, 보건/건강, 지역개발            | 세상 임팩트 투자 공모전 + IR Camp = 4-6개월 | 행복나눔재단 연차보고서 2016                                      |
| 세상행복나눔 재단 보관됨 2017-03-30 - 웨이백 머신 | 2006     | 이사: 염재호                      | 11명 = 누적투자금액                                           | SK-KAIST 사회적 기업가 MBA 졸업생 임팩트 투자 = 15억 | 사회혁신가, 청년 | Social Innovator 양성    | 일자리 창출, 농촌, 교육, 문화/예술, 보건/건강, 지역개발            | 세상 임팩트 투자 공모전 + IR Camp = 4-6개월 | 세상 행복나눔재단 연차보고서 2015 보관됨 2017-03-30 - 웨이백 머신 |
| 동그라미 재단                                     | 2012     | 이사장: 성광제                    | 2015 투자 금액                                                | 창업지원 사업 = 6억 9천만 | 전체             | 지역사회 발전            | 지역사회 발전, 공간나눔, 연구사업, 교육                            | 로컬첼린지 프로젝트 = 6개월                 | 동그라미 재단 연차보고서 2015 보관됨 2021-02-24 - 웨이백 머신     |
| 동그라미 재단                                     | 2012     | 이사: 김종철                      | 2015 투자 금액                                                | 공평한기회사업 = 1억 5천만 | 전체             | 지역사회 발전            | 지역사회 발전, 공간나눔, 연구사업, 교육                            | 로컬첼린지 프로젝트 = 6개월                 | 동그라미 재단 연차보고서 2015 보관됨 2021-02-24 - 웨이백 머신     |
| 한국 사회투자                                     | 2012     | 이사장: 이종수                    | 2012-2015 누적 투자금액                                       | 사회적 불평등 감소: 30억원, 지속가능한 공동체 건설: 291억원, 빈곤과 결식 해결: 109억원, 중소규모 사회투자 금융기관: 304억원, 새로운 주거문화 창출: 196억원, 사회적 프로젝트 자금지원: 190억원 | 전체             | 사회적 프로젝트 융자사업 | 복지, 교육, 일자리, 주거, 노후, 보건, 환경, etc                    | Unknown                                     | 한국사회투자 연차보고서 2016                                      |
| 한국 사회투자                                     | 2012     | 이사: 서재경, 이덕훈, 이장규, etc | 2012-2015 누적 투자금액                                       | 사회적 불평등 감소: 30억원, 지속가능한 공동체 건설: 291억원, 빈곤과 결식 해결: 109억원, 중소규모 사회투자 금융기관: 304억원, 새로운 주거문화 창출: 196억원, 사회적 프로젝트 자금지원: 190억원 | 전체             | 사회적 프로젝트 융자사업 | 복지, 교육, 일자리, 주거, 노후, 보건, 환경, etc                    | Unknown                                     | 한국사회투자 연차보고서 2016                                      |

임팩트 투자 회사
| 이름                      | 설립일자 | 주요경영진                                            | 투자금액 | 투자금액 | 투자대상                                                     | 집중투자분야                                                    | 투자기업분야 | 투자결정 소요기간                 | 신문기사(url) |
| ------------------------- | -------- | ----------------------------------------------------- | --- | --- | ------------------------------------------------------------ | --------------------------------------------------------------- | --- | --------------------------------- | --- |
| 인비저닝 파트너스         | 2021     | 대표: 제현주, 김용현                                  | 1회 투자금액 | 10-50억원 | 중요한 환경적, 사회적 문제를큰 시장 기회로 전환하는 스타트업 | 핵심 도메인: 기후테크, 헬스 및 웰니스, 교육, 미래의 노동 솔루션 | 딥테크 기반의 기후대응 솔루션(에너지 전환 촉진, 산업의 탈탄소 및 순환경제, 카본테크 등), 고령화 등 인구구조변화 대응에 필요한 양질의 헬스케어, 교육, 노동 솔루션 | 1-3개월                           | "큰 문제는 큰 시장이 된다"…이 투자사가 '임팩트'에 올인한 이유 Envisioning Partners closes on $64M fund for climate tech startups |
| 소풍                      | 2009     | 대표 파트너 : 한상엽                                  | 1회 투자금액 | 2천만원 - 지분 8% | 전체                                                         | 사회적 기업 인큐베이팅 및 투자                                  | 친환경 먹거리, 공유경제 | 엑셀러레이팅 프로그램 = 3개월     | Sopoong 보육&재활 서비스 등 5개 소셜벤처에 투자                                                                                  |
| 쿨리지코너                | 2010     | CEO : 권혁태                                          | 2010.08 : 텔레비전 상업 플랫폼 펀드 = 30억 2012.07 : 초기 스타트업 회사 펀드 = 145억 2015.01 : 소셜 벤처 스타트업 펀드 = 40억 2015.05 : 디지털 스타트업 펀드 = 100억 2015.11 : 창의혁신 제주 경제 펀드 = 100억 2016.01 : 부산 초기 청년 스타트업 펀드 = 100억 2016.03 : 문화 융합 컨텐츠 스타트업 = 100억 2016.04 : 제주도 기반 스타트업 = 20억 | 2010.08 : 텔레비전 상업 플랫폼 펀드 = 30억 2012.07 : 초기 스타트업 회사 펀드 = 145억 2015.01 : 소셜 벤처 스타트업 펀드 = 40억 2015.05 : 디지털 스타트업 펀드 = 100억 2015.11 : 창의혁신 제주 경제 펀드 = 100억 2016.01 : 부산 초기 청년 스타트업 펀드 = 100억 2016.03 : 문화 융합 컨텐츠 스타트업 = 100억 2016.04 : 제주도 기반 스타트업 = 20억 | 전체                                                         | IT 서비스                                                       | 빅데이터, 펀딩, 제조, 상업, 모바일, IOT, IT, 서비스, 교육, etc.                                                                                                  | CCVC Business Competition = 6개월 | 쿨리지코너, 올해 'IPO' 등 3가지 목표 도전                                                                                        |
| 쿨리지코너                | 2010     | VP : 이현주                                           | 2010.08 : 텔레비전 상업 플랫폼 펀드 = 30억 2012.07 : 초기 스타트업 회사 펀드 = 145억 2015.01 : 소셜 벤처 스타트업 펀드 = 40억 2015.05 : 디지털 스타트업 펀드 = 100억 2015.11 : 창의혁신 제주 경제 펀드 = 100억 2016.01 : 부산 초기 청년 스타트업 펀드 = 100억 2016.03 : 문화 융합 컨텐츠 스타트업 = 100억 2016.04 : 제주도 기반 스타트업 = 20억 | 2010.08 : 텔레비전 상업 플랫폼 펀드 = 30억 2012.07 : 초기 스타트업 회사 펀드 = 145억 2015.01 : 소셜 벤처 스타트업 펀드 = 40억 2015.05 : 디지털 스타트업 펀드 = 100억 2015.11 : 창의혁신 제주 경제 펀드 = 100억 2016.01 : 부산 초기 청년 스타트업 펀드 = 100억 2016.03 : 문화 융합 컨텐츠 스타트업 = 100억 2016.04 : 제주도 기반 스타트업 = 20억 | 전체                                                         | IT 서비스                                                       | 빅데이터, 펀딩, 제조, 상업, 모바일, IOT, IT, 서비스, 교육, etc.                                                                                                  | CCVC Business Competition = 6개월 | 쿨리지코너, 올해 'IPO' 등 3가지 목표 도전                                                                                        |
| 미스크(mysc)              | 2011     | 대표 : 김정태                                         | 1회 투자 금액 | 3천만원 - 1억 5천만원 | 취약계층(탈북자, 아동, 저소득 농부, 장애인)                  | 사회혁신 컨설팅 교육                                            | 탈북자 및 사회 취약 계층 자립, 아동교육 | 자료가 준비되어 있는 경우 = 1주일 | 김정태 미스크 대표 |
| 미스크(mysc)              | 2011     | 주주 및 이사 : 곽수근, 권득한, etc                    | 1회 투자 금액 | 3천만원 - 1억 5천만원 | 취약계층(탈북자, 아동, 저소득 농부, 장애인)                  | 사회혁신 컨설팅 교육                                            | 탈북자 및 사회 취약 계층 자립, 아동교육 | 자료가 준비되어 있는 경우 = 1주일 | 김정태 미스크 대표 |
| D3 쥬빌리                 | 2011     | CEO : 이덕준                                          | 1회 투자금액 | 평균 = 5000만원 | 취약계청, 여성, 이민자                                       | 헬스케어, 공유경제                                              | 교육, 헬스케어, 금융서비스, 클린에너지, 식품안정, 환경, etc | 평균 = 3개월 - 1년                | 디쓰리쥬빌리, 'D3 임팩트엔진 1기' 참가팀 모집                                                                                    |
| D3 쥬빌리                 | 2011     | 이사 : 이지경                                         | 1회 투자금액 | 평균 = 5000만원 | 취약계청, 여성, 이민자                                       | 헬스케어, 공유경제                                              | 교육, 헬스케어, 금융서비스, 클린에너지, 식품안정, 환경, etc | 평균 = 3개월 - 1년                | 디쓰리쥬빌리, 'D3 임팩트엔진 1기' 참가팀 모집                                                                                    |
| 카이스트 청년창업투자지주 | 2014     | 대표이사 : 이병태                                     | Tips 프로그램 | tips 운영사 1억원 + 정부 R&D 자금 5억원 + 추가 4억원(창업자금 1억, 엔젤매칭 펀드 2억, 해외마케팅 1억) = 최대 10억원 | 전체                                                         | 서비스                                                          | 서비스(육아, 교육, 부동산, 공간나눔), 제조, 헬스케어 | 평균 = 3개월 - 1년                | 대안으로 떠오른 임팩트 투자 |
| HGI                       | 2014     | CEO : 정경선                                          | 1회 투자 금액 | 범위 = 5000만 - 7억 | 전체                                                         | 부동산 공간 개발                                                | 교육, 문화, 웰빙푸드, 공간나눔, etc | 평균 = 3개월                      | HGI는 어떤 회사? |
| HGI                       | 2014     | 이사 : 박소륜                                         | 1회 투자 금액 | 범위 = 5000만 - 7억 | 전체                                                         | 부동산 공간 개발                                                | 교육, 문화, 웰빙푸드, 공간나눔, etc | 평균 = 3개월                      | HGI는 어떤 회사? |
| 옐로우독(Yellowdog)       | 2016     | 대표파트너: 금현애                                    | 1회 투자금액 | N/A | 전체                                                         | 기후기술, 웰니스, 교육, 워크스타일 솔루션                       | 배양육 및 대체식품, 농생명공학, 탄소자원화, 순환자원 등 | 평균 2-3개월                      | [겨를]덜 하기보다는 잘하고 싶어서                                                                                                |
| SfK Korea                 | 2017     | 이사장 : 김동호 목사 ((사) PPL 이사장)                | SkF 사모펀드 = 10억원 | SkF 사모펀드 = 10억원 | BAM (선교사업) Start up 기업                                 | BAMer (Business As Missioner) 역량 강화 및 투자                 | 선교 환경 조성 (선교적 비즈니스를 돕는 Ecosystem 개발) | BAM 경진대회                      | SFK Ministries |
| SfK Korea                 | 2017     | CEO : Jeffrey Lee (Sfk Life 대표)                     | SkF 사모펀드 = 10억원 | SkF 사모펀드 = 10억원 | BAM (선교사업) Start up 기업                                 | BAMer (Business As Missioner) 역량 강화 및 투자                 | 선교 환경 조성 (선교적 비즈니스를 돕는 Ecosystem 개발) | BAM 경진대회                      | SFK Ministries |
| SfK Korea                 | 2017     | COO : 손원민 (신한대학교 글로벌통상경영학과 초빙교수) | SkF 사모펀드 = 10억원 | SkF 사모펀드 = 10억원 | BAM (선교사업) Start up 기업                                 | BAMer (Business As Missioner) 역량 강화 및 투자                 | 선교 환경 조성 (선교적 비즈니스를 돕는 Ecosystem 개발) | BAM 경진대회                      | SFK Ministries |

임팩트 크라우드 펀딩
| 이름         | 설립일자 | 주요경영진      | 투자금액                                             | 투자금액                                                | 투자대상              | 집중투자분야                       | 투자기업분야                                                         | 신문기사(url)                                                                |
| ------------ | -------- | --------------- | ---------------------------------------------------- | ------------------------------------------------------- | --------------------- | ---------------------------------- | -------------------------------------------------------------------- | ---------------------------------------------------------------------------- |
| 텀블벅       | 2011     | 대표 : 염재승   | Unknown                                              | Unknown                                                 | 독립 문화창작자       | 독립 문화창작자 지원 크라우드 펀딩 | 예술, 문화, etc.                                                     | 텀블벅, 2016년 7대 커뮤니티 트렌드 발표                                      |
| 와디즈       | 2012     | 대표자 : 신혜성 | Unknown                                              | Unknown                                                 | 전체                  | 크라우드 펀딩                      | 서비스, 문화, 디자인, 뷰티.의료, 제조, 농수산, etc.                  | 크라우드펀딩 업체 와디즈 "시장점유율 60%... 올해 중개 금액 목표는 작년 10배" |
| 오마이컴퍼니 | 2012     | 대표자 : 성진경 | 성북구 사회적기업 허브센터 (위탁기관 : 사회연대은행) | 초기 사업비 : 3000만원 + 추가 사업비 : 7000만원 = 1억원 | 전체                  | 사회적 프로젝트 크라우드펀딩       | 건축/공간, 사회이슈, 교육/출판, 문화예술, 환경재생, 일자리, 지역사회 | 오마이컴퍼니, 사회성과 연계 해봄 프로젝트 크라우드펀딩 성공                  |
| 더브릿지     | 2013     | CEO : 황진솔    | Unknown                                              | Unknown                                                 | 개발 도상국 현지인    | 개발도상국 사업 크라우드 펀딩      | 환경, 보건, 에너지, 고용, 교육, 인권                                 | '더브릿지' 황진솔 대표 "임팩트 기부, 투명한 기부모델의 마중물"               |
| 비플러스     | 2016     | CEO : 박기범    | Sopoong                                              | 엑셀러레이팅 프로그램 = 2000만원                        | 사회적 가치 창출 기업 | 사회적 기업 크라우드펀딩           | 반려견, 환경, 저소득층 지원, 청소년주거, 공간나눔                    | 박기범 비플러스 대표                                                         |
| 비플러스     | 2016     | COO : 이보연    | Sopoong                                              | 엑셀러레이팅 프로그램 = 2000만원                        | 사회적 가치 창출 기업 | 사회적 기업 크라우드펀딩           | 반려견, 환경, 저소득층 지원, 청소년주거, 공간나눔                    | 박기범 비플러스 대표                                                         |

## 같이 보기
- 글로벌 체인지메이커스(영어판) - 사회적 기업가를 위한 세계청년프로그램 운영하는 스위스의 독립기관
- 아쇼카 (비영리 기관)(영어판)